# توماس مان (سياسي)
توماس مان (بالألمانية: Thomas Mann )‏ (و. 1946  م) هو سياسي ألماني، ولد في ناومبورغ، هو عضوٌ في الاتحاد الديمقراطي المسيحي.

## مناصب
تولى منصب عضو في البرلمان الأوروبي (منذ 1 يوليو 2014)
- عضو في البرلمان الأوروبي (14 يوليو 2009–30 يونيو 2014)[2]
- عضو في البرلمان الأوروبي (20 يوليو 2004–13 يوليو 2009)[2]
- عضو في البرلمان الأوروبي (20 يوليو 1999–19 يوليو 2004)[2]
- عضو في البرلمان الأوروبي (19 يوليو 1994–19 يوليو 1999).[2]

## جوائز
حصل على جوائز منها:
- صليب وسام الاستحقاق من جمهورية ألمانيا الاتحادية (2002).